# NGC 6409
NGC 6409 (другие обозначения — ZWG 253.20, PGC 60565) — эллиптическая галактика (E) в созвездии Дракон.
Этот объект входит в число перечисленных в оригинальной редакции «Нового общего каталога».